# 獨立城 (明尼蘇達州)
獨立城（英語：Independence）是一個位於美國明尼蘇達州亨內平縣的城市。

## 人口
根據2020年美國人口普查的數據，獨立城的面積為89.55平方千米，當中陸地面積為84.00平方千米，而水域面積為5.55平方千米。當地共有人口3755人，而人口密度為每平方千米42人。